# 부산광역시의 행정 구역

영어로 안내된 부산광역시의 행정 구역

부산광역시의 행정 구역은 2009년 12월 31일 기준으로 15개 구와 1개 군이 있으며, 그 아래로 205개 동 · 166개 리와 4개 읍, 1개 면이 있다.

## 행정 구역
| 자치구·군  | 한자       | 세대      | 인구      | 면적   | 행정 지도 |
| ---------- | ---------- | --------- | --------- | ------ | --- |
| 중구       | 中區       | 22,064    | 49,983    | 2.82   | 강서구 江西區 사상구 沙上區 사하구 沙下區 부산진구 釜山鎭區 동구 東區 중 구 영도구 影島區 북구 北區 금정구 金井區 동래구 東萊區 연제구 蓮堤區 수 水 영 營 구 區 서구 西區 해운대구 海雲臺區 남구 南區 기장군 機張郡 |
| 서구       | 西區       | 51,490    | 126,811   | 13.88  | 강서구 江西區 사상구 沙上區 사하구 沙下區 부산진구 釜山鎭區 동구 東區 중 구 영도구 影島區 북구 北區 금정구 金井區 동래구 東萊區 연제구 蓮堤區 수 水 영 營 구 區 서구 西區 해운대구 海雲臺區 남구 南區 기장군 機張郡 |
| 동구       | 東區       | 42,297    | 102,440   | 9.78   | 강서구 江西區 사상구 沙上區 사하구 沙下區 부산진구 釜山鎭區 동구 東區 중 구 영도구 影島區 북구 北區 금정구 金井區 동래구 東萊區 연제구 蓮堤區 수 水 영 營 구 區 서구 西區 해운대구 海雲臺區 남구 南區 기장군 機張郡 |
| 영도구     | 影島區     | 57,651    | 149,787   | 14.13  | 강서구 江西區 사상구 沙上區 사하구 沙下區 부산진구 釜山鎭區 동구 東區 중 구 영도구 影島區 북구 北區 금정구 金井區 동래구 東萊區 연제구 蓮堤區 수 水 영 營 구 區 서구 西區 해운대구 海雲臺區 남구 南區 기장군 機張郡 |
| 부산진구   | 釜山鎭區   | 153,413   | 398,101   | 29.69  | 강서구 江西區 사상구 沙上區 사하구 沙下區 부산진구 釜山鎭區 동구 東區 중 구 영도구 影島區 북구 北區 금정구 金井區 동래구 東萊區 연제구 蓮堤區 수 水 영 營 구 區 서구 西區 해운대구 海雲臺區 남구 南區 기장군 機張郡 |
| 동래구     | 東萊區     | 101,419   | 282,525   | 16.63  | 강서구 江西區 사상구 沙上區 사하구 沙下區 부산진구 釜山鎭區 동구 東區 중 구 영도구 影島區 북구 北區 금정구 金井區 동래구 東萊區 연제구 蓮堤區 수 水 영 營 구 區 서구 西區 해운대구 海雲臺區 남구 南區 기장군 機張郡 |
| 남구       | 南區       | 110,473   | 301,043   | 26.62  | 강서구 江西區 사상구 沙上區 사하구 沙下區 부산진구 釜山鎭區 동구 東區 중 구 영도구 影島區 북구 北區 금정구 金井區 동래구 東萊區 연제구 蓮堤區 수 水 영 營 구 區 서구 西區 해운대구 海雲臺區 남구 南區 기장군 機張郡 |
| 북구       | 北區       | 110,502   | 315,606   | 39.44  | 강서구 江西區 사상구 沙上區 사하구 沙下區 부산진구 釜山鎭區 동구 東區 중 구 영도구 影島區 북구 北區 금정구 金井區 동래구 東萊區 연제구 蓮堤區 수 水 영 營 구 區 서구 西區 해운대구 海雲臺區 남구 南區 기장군 機張郡 |
| 해운대구   | 海雲臺區   | 153,019   | 427,619   | 51.46  | 강서구 江西區 사상구 沙上區 사하구 沙下區 부산진구 釜山鎭區 동구 東區 중 구 영도구 影島區 북구 北區 금정구 金井區 동래구 東萊區 연제구 蓮堤區 수 水 영 營 구 區 서구 西區 해운대구 海雲臺區 남구 南區 기장군 機張郡 |
| 사하구     | 沙下區     | 130,410   | 363,630   | 40.95  | 강서구 江西區 사상구 沙上區 사하구 沙下區 부산진구 釜山鎭區 동구 東區 중 구 영도구 影島區 북구 北區 금정구 金井區 동래구 東萊區 연제구 蓮堤區 수 水 영 營 구 區 서구 西區 해운대구 海雲臺區 남구 南區 기장군 機張郡 |
| 금정구     | 金井區     | 93,103    | 254,272   | 65.18  | 강서구 江西區 사상구 沙上區 사하구 沙下區 부산진구 釜山鎭區 동구 東區 중 구 영도구 影島區 북구 北區 금정구 金井區 동래구 東萊區 연제구 蓮堤區 수 水 영 營 구 區 서구 西區 해운대구 海雲臺區 남구 南區 기장군 機張郡 |
| 강서구     | 江西區     | 25,009    | 63,753    | 179.14 | 강서구 江西區 사상구 沙上區 사하구 沙下區 부산진구 釜山鎭區 동구 東區 중 구 영도구 影島區 북구 北區 금정구 金井區 동래구 東萊區 연제구 蓮堤區 수 水 영 營 구 區 서구 西區 해운대구 海雲臺區 남구 南區 기장군 機張郡 |
| 연제구     | 蓮堤區     | 77,490    | 211,184   | 12.08  | 강서구 江西區 사상구 沙上區 사하구 沙下區 부산진구 釜山鎭區 동구 東區 중 구 영도구 影島區 북구 北區 금정구 金井區 동래구 東萊區 연제구 蓮堤區 수 水 영 營 구 區 서구 西區 해운대구 海雲臺區 남구 南區 기장군 機張郡 |
| 수영구     | 水營區     | 66,948    | 178,231   | 10.2   | 강서구 江西區 사상구 沙上區 사하구 沙下區 부산진구 釜山鎭區 동구 東區 중 구 영도구 影島區 북구 北區 금정구 金井區 동래구 東萊區 연제구 蓮堤區 수 水 영 營 구 區 서구 西區 해운대구 海雲臺區 남구 南區 기장군 機張郡 |
| 사상구     | 沙上區     | 93,149    | 258,975   | 36.06  | 강서구 江西區 사상구 沙上區 사하구 沙下區 부산진구 釜山鎭區 동구 東區 중 구 영도구 影島區 북구 北區 금정구 金井區 동래구 東萊區 연제구 蓮堤區 수 水 영 營 구 區 서구 西區 해운대구 海雲臺區 남구 南區 기장군 機張郡 |
| 기장군     | 機張郡     | 35,334    | 90,380    | 218.06 | 강서구 江西區 사상구 沙上區 사하구 沙下區 부산진구 釜山鎭區 동구 東區 중 구 영도구 影島區 북구 北區 금정구 金井區 동래구 東萊區 연제구 蓮堤區 수 水 영 營 구 區 서구 西區 해운대구 海雲臺區 남구 南區 기장군 機張郡 |
| 부산광역시 | 釜山廣域市 | 1,323,771 | 3,574,340 | 766.12 | 강서구 江西區 사상구 沙上區 사하구 沙下區 부산진구 釜山鎭區 동구 東區 중 구 영도구 影島區 북구 北區 금정구 金井區 동래구 東萊區 연제구 蓮堤區 수 水 영 營 구 區 서구 西區 해운대구 海雲臺區 남구 南區 기장군 機張郡 |

## 같이 보기
- 부산광역시의 역사
- 부산광역시의 선거구